# Portreath
 (septembre 2023).
Portreath est une paroisse civile et un village des Cornouailles, en Angleterre.